# Laguna Cáhuil
La laguna Cáhuil es un cuerpo de agua superficial ubicado al sur de Cáhuil, en la Región de O'Higgins, en la desembocadura del estero Nilahue. 

## Ubicación y descripción
Tíene un espejo de agua con un área de 108,88 hectáreas y un área de cuenca hidrográfica propia de 177774.64 hectáreas.: 51 

## Historia
Luis Risopatrón la describe en su Diccionario jeográfico de Chile (1924):: 113 
Cahuil (Laguna de). Corre de SE a NW, es mui tortuosa por alguna estension, tiene cerca de 10 kilómetros, con 220 a 800 de anchura, es somera i de fondo arcilloso hácia el SE donde recibe el río Nilahue i bastante profunda en el tercio del W, en la que penetran las mareas, haciendo saladas sus aguas, que abundan en peces; tiene excelentes mariscos cerca de la marina, esta contorneada por tierras elevadas, que en muchos puntos ofrecen escarpes tan escabrososque no permiten paso por su pié i desagua en el mar a unos 7 km al norte de la punta Sirena. Al E de ella existen abundantes salinas artificiales cuya producción media anual no baja de 2400 toneladas; en sus márjenes se encuentran plantas de sosa (Salsola kali) para fabricar jabón i en sus inmediaciones se halla excelenta caolina para porcelana.

## Población, economía y ecología
La laguna es considerada un importante humedal.

### Estado trófico
La eutrofización es el envejecimiento natural de cuerpos lacustres (lagos, lagunas, embalses, pantanos, humedales, etc.) como resultado de la acumulación gradual de nutrientes, un incremento de la productividad biológica y la acumulación paulatina de sedimentos provenientes de su cuenca de drenaje.: 4  Su avance es dependiente del flujo de nutrientes, de las dimensiones y forma del cuerpo lacustre y del tiempo de permanencia del agua en el mismo.: 24  En estado natural la eutrofización es lenta (a escala de milenios), pero por causas relacionadas con el mal uso del suelo, el incremento de la erosión y por la descarga de aguas servidas domésticas entre otras, puede verse acelerado a escala temporal de décadas o menos.: 4  Los elementos y propiedades característicos del estado trófico son fósforo, nitrógeno, turbiedad, DBO5 y clorofila. Una medición objetiva y frecuente de esos elementos y características es necesaria para la aplicación de políticas de protección del medio ambiente. 
La clasificación trófica nombra la concentración de esos elementos bajo observación (de menor a mayor concentración): ultraoligotrófico, oligotrófico, mesotrófico, eutrófico, hipereutrófico. Ese es el estado trófico del elemento en el cuerpo de agua. Los estados hipereutrófico y eutrófico son estados no deseados en el ecosistema, debido a que los bienes y servicios que nos brinda el agua (bebida, recreación, entre otros) son más compatibles con lagos de características ultraoligotróficas, oligotróficas o mesotróficas.: 14 